# Alignement du Douet
L'alignement du Douet est un alignement mégalithique situé sur l'île d'Hœdic dans le département français du Morbihan.

## Historique
L'alignement a fait l'objet d'une fouille méthodique entre 2003 et 2007 sous la direction de Jean-Marc Large.

## Description
L'alignement est situé sur la côte nord de l'île d'Hœdic, sur une pente sablonneuse qui s'achève par une falaise. Il se compose de huit blocs en granite, à gros grains et à grains fins, et s'étend sur 10 m de longueur, mais l'érosion naturelle de la falaise a pu en faire disparaître l'extrémité nord-est. La file de pierres est orientée nord-est/sud-ouest (53°-233°) correspondant à l'axe du lever du soleil au solstice d'été et à celui du coucher du soleil au solstice d'hiver. Tous les blocs ont été extrait sur place, en élargissant des diaclases naturelles avec des percuteurs, qui ont été retrouvés à proximité lors des fouilles, et par l'action du feu (traces de rubéfaction). Les plus gros blocs sont situés aux extrémités de l'alignement, la hauteur moyenne des blocs est de 1,18 m. 
Trois blocs se distinguent par leur forme naturelle et les aménagements dont ils ont bénéficié. Le bloc dressé à l'extrémité nord-est de l'alignement (dit M4) a une forme naturelle vaguement anthropomorphe. Il mesure 1,20 m de hauteur sur 1 m de largeur. Une hache polie en fribrolite a été découverte dans sa fosse de calage. Le bloc suivant (dit M3) a été dressé sur chant. Il mesure 1,76 m de long sur 1,18 m de largeur. Il comporte sur sa face sud-est une vasque naturelle qui a été aménagée à la base par percussion et raclage, probablement pour servir de support à un objet (peut-être un galet de forme anthropomorphe retrouvé à proximité). Le dernier bloc de l'extrémité sud-ouest (dit M1) est le plus caractéristique. C'est la plus grande des pierres de l'alignement, elle mesure 1,58 m pour une épaisseur maximale de 0,52 m. Elle comporte sur sa face naturelle d'affleurement deux figures d'érosion pouvant évoquer des seins. Son allure anthropomorphe a été accentuée par la gravure, à la base du bloc, d'une forme triangulaire pouvant représenter un sexe féminin. Un petit vase en céramique à fond conique a été retrouvé plaqué contre cette « entrejambe ». 
Un petit foyer a été découvert près du bloc M1 et la datation au radiocarbone d'un charbon de bois du foyer correspond à une période comprise dans le deuxième quart du Ve millénaire av. J.-C. L'ensemble des fragments de céramique retrouvés à proximité de l'alignement constitue un lot homogène attribué à la culture de Cerny-Chambon.